# Conioscypha varia
Conioscypha varia är en svampart som beskrevs av Shearer 1973. Conioscypha varia ingår i släktet Conioscypha, ordningen Sordariales, klassen Sordariomycetes, divisionen sporsäcksvampar och riket svampar.   Inga underarter finns listade i Catalogue of Life.